# Marcel Nguyen
Marcel Van Minh Phuc Long Nguyen (nacido el 8 de septiembre de 1987 en Múnich), hijo de madre alemana y padre vietnamita, es un gimnasta alemán que compitió en los Juegos Olímpicos de Pekín 2008, en los Juegos Olímpicos de Londres 2012 en los que obtuvo medalla de plata en barras paralelas y en el concurso completo. Y en los Juegos Olímpicos de Río 2016.

## Trayectoria
En los Juegos Olímpicos de Pekín 2008 no tuvo una actuación destacada. En Londres 2012 compitió en el concurso completo con el equipo artístico masculino e en individual general, suelo y barras paralelas. Consiguió la primera medalla de gimnasia para Alemania desde los Juegos Olímpicos de Verano de 1936 celebrados en Berlín. Su segunda medalla de plata fue en la final de aparatos individuales de barras paralelas.
En los juegos olímpicos de Río 2016 durante su rutina en barras paralelas, mostró un nuevo ejercicio: el "Nguyen", que se agregó al código de puntos con una calificación "E" (que es la más alta como promedio) y aporta 0.5 puntos al atleta que lo completa sin error. 
También ha sido campeón de Europa por equipos en 2010 y campeón en barras paralelas en 2011 y 2012.
En mayo del 2021, se rompió un ligamento cruzado de la rodilla derecha, lo que puso fin a su intento de competir en los Juegos Olímpicos de Tokio.